# Мопсуестія

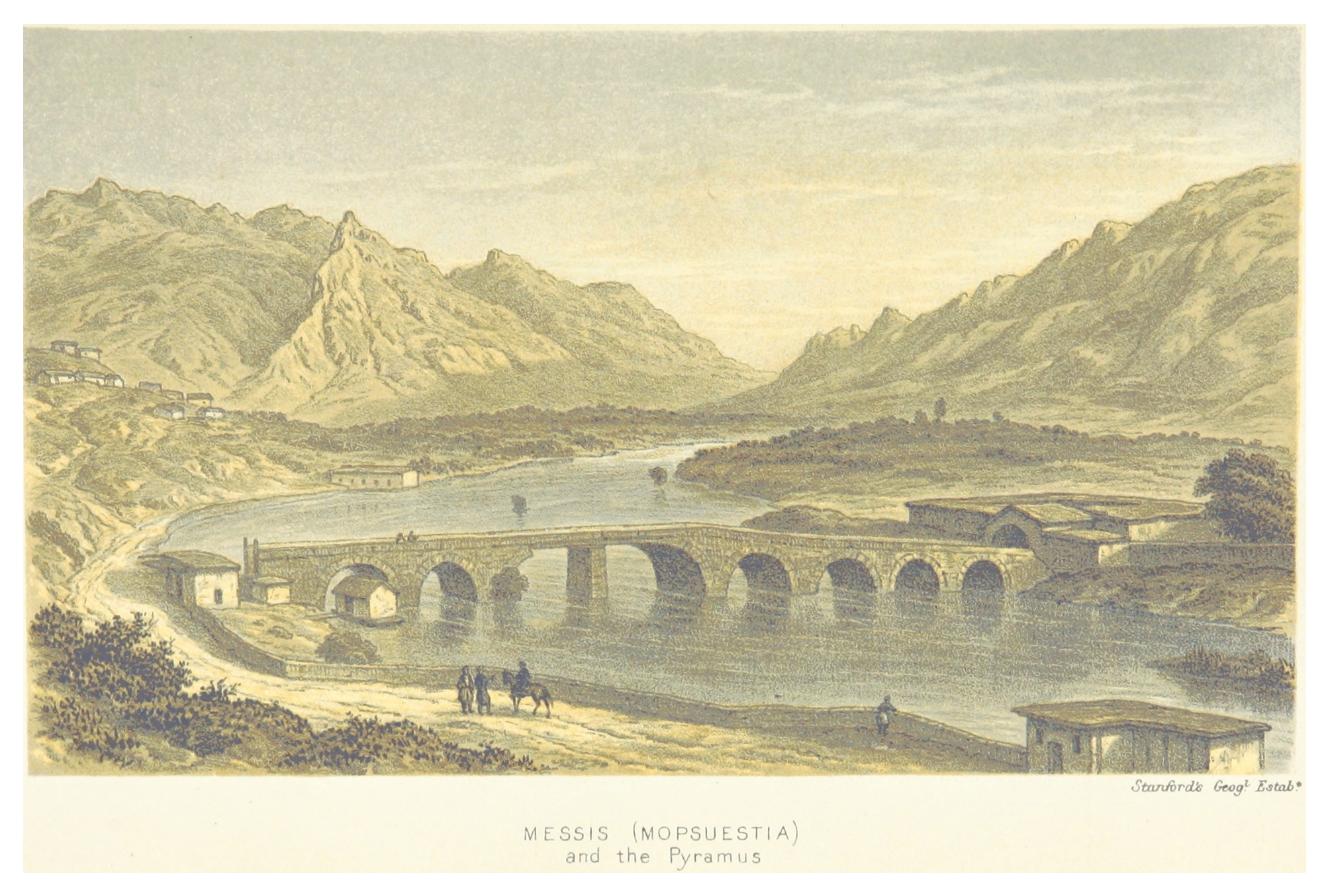
Римський міст через річку Джейхан в Мопсуестії (1870)

Мопсуестія (грец. Μοψουεστία) — стародавнє місто на території Туреччини, розташоване на річці Джейхан за 20 км на схід від Адани. У давнину було частиною Кілікії. У I ст. до н. е. тут рятувався басилевс Селевк VI Епіфан Нікатор. Стало важливим християнським центром у ранньохристиянську еру, звідки походив теолог Феодор Мопсуестійський. У період свого розквіту Мопсуестія налічувала 200 тис. житель. У VII столітті місто було захоплене арабами, в X столітті звільнене візантійцями і в XI столітті перейшло під владу турків. В епоху хрестових походів Мопсуестією оволоділи загони Танкреда і влада над містом перейшла до Антіохійського князівства, але потім Мопсуестія знову була захоплена турками. У пізній час місто було відоме як Місіс (тур. Misis). Поступово втратило своє значення і нині існує як село Якапинар (тур. Yakapınar) з населенням у 2700 осіб (2015). Місцевою визначною пам'яткою вважається Римський міст і мозаїка IV століття.